# تشونغ كوك تشين
تشونغ كوك تشين مواليد 2 يناير 1917 في كوريا الجنوبية - الوفاة 10 فبراير 1976، هو لاعب ومدرب كرة قدم كوري جنوبي سابق كان يلعب كمهاجم. سبق له أن لعب في كأس العالم لكرة القدم مع منتخب بلاده في مونديال عام 1954.

## روابط خارجية
- تشونغ كوك تشين على موقع الاتحاد الدولي (مؤرشف)  (الإنجليزية)
- تشونغ كوك تشين على موقع ناشيونال فوتبول تيمز (الإنجليزية)
- تشونغ كوك تشين على موقع Soccerway.com (الإنجليزية)
- تشونغ كوك تشين على موقع عالم كرة القدم.نت (الإنجليزية)
- تشونغ كوك تشين على موقع اللجنة الأولمبية الدولية (الإنجليزية)
- تشونغ كوك تشين على موقع أوليمبيديا (الإنجليزية)